# Beethovens fyra
Beethovens fyra är en amerikansk komedi från 2001 i regi av David M. Evans med Judge Reinhold och Julia Sweeney i huvudrollerna. Filmen, som släpptes direkt på VHS, hade Sverigepremiär den 3 juli 2002.

## Handling
Richard Newton, och hans familj, är hundvakt åt Beethoven för hans bror Georges skull. Barnen Sara och Brennan älskar Beethoven medan föräldrarna börjar få nog av hans dåliga beteende. Så i smyg anmäler Sara och Brennan Beethoven till en lydnadsträning i hopp om att han ska bli lydigare och att de inte ska behöva ta bort honom.

## Rollista (urval)
| Judge Reinhold       | – Richard Newton         |
| Julia Sweeney        | – Beth Newton            |
| Joe Pichler          | – Brennan Newton         |
| Michaela Gallo       | – Sara Newton            |
| Kaleigh Krish        | – Madison Sedgewick      |
| Matt McCoy           | – Reginald Sedgewick     |
| Veanne Cox           | – Martha Sedgewick       |
| Mark Lindsay Chapman | – Johnnie Simmons        |
| Nick Meaney          | – Nigel Bigalow          |
| Natalie Marston      | – Hayley                 |
| Jeff Coopwood        | – Bill                   |
| Art LaFleur          | – Sgt. Rutledge          |
| June Lu              | – Mrs. Florence Rutledge |
| Scott Evans          | – Chiuchua Dancer        |
| Patrick Bristow      | – Guillermo              |